# Ragnhild Pohanka
Ragnhild Pohanka, née le 31 mai 1932 à Stockholm et morte le 18 novembre 2021 à Borlänge, est une femme politique suédoise. Elle est co-porte-parole du Parti de l'environnement Les Verts de 1984 à 1986.